# Избори за Скупштину Црне Горе 2012.
Избори за посланике у Скупштину Црне Горе 2012. су одржани 14. октобра 2012. године.
Грађани су бирали 81 посланика у IX. сазив Скупштине Црне Горе, као и нову Владу.

## Изборне листе
1. Албанска омладинска алијанса — ALEANCA RINORE E SHQIPTARËVEM
2. Српска слога
3. Хрватска грађанска иницијатива — ХГИ — ОдлучноM
4. “Позитивна Црна Гора — Дарко Пајовић”
5. СНП — Социјалистичка народна партија Црне Горе — и ријеч и дјело
6. Демократска унија Албанаца — UNIONI DEMOKRATIK I SHQIPTARËVEM
7. Албанска коалиција KOALICIONI SHQIPTAR: LIDHJA DEMOKRATIKE NË MAL TË ZI,PARTIA DEMOKRATIKE DHE ALTERNATIVA SHQIPTAREM
8. Демократски фронт — Миодраг Лекић (Нова српска демократија, Покрет за промјене, Демократска странка јединства, Бошњачка демократска партија Црне Горе, Група бирача Милан Кнежевић)
9. ФОРЦА за јединство — FORCA PËR BASHKIM — Genci Nimanbegu — Vasel Sinishtaj — Zana SarvanM
10. Бошњачка странка — Рафет ХусовићM
11. Коалиција Европска Црна Гора — Мило Ђукановић (Демократска партија социјалиста Црне Горе, Социјалдемократска партија Црне Горе, Либерална партија Црне Горе)
12. Заједно (Странка пензионера, инвалида и социјалне правде, Југословенска комунистичка партија Црне Горе)
13. Српски национални савез — др Ранко Кадић (ДСС, ССР, СНВЦГ)
M — имају статус политичке странке националних мањина.

## Странке и коалиције

### Европска Црна Гора — Мило Ђукановић
ЕЦГ је 11. изборна листа и представља владајућу коалицију коју чине суверенистичке странке и дугогодишњи партнери Демократска партија социјалиста Црне Горе и Социјалдемократска партија Црне Горе. Овој коалицији се придружила Либерална партија Црне Горе Андрије Поповића. Носилац листе је председник ДПС-а и бивши црногорски премијер и председник Мило Ђукановић. Слоган коалиције гласи Напријед Црна Горо

### Демократски фронт — Миодраг Лекић
ДФ је 8. изборна листа и представља политичку коалицију, коју као подносиоци заједничке изборне листе чине: Нова српска демократија, Покрет за промјене, Демократска странка јединства, Бошњачка демократска партија Црне Горе и Група бирача Милан Кнежевић. Ову коалицију су такође подржали и неки мањи политички и друштвени субјекти, ако и истакнуте нестраначке личности, међу којима је и бивши амбасадор Миодраг Лекић, који је носилац изборне листе ДФ. Слоган ДФ-а гласи Јединство, једнакост, демократија.

### Социјалистичка народна партија Црне Горе
Ово је 5. изборна листа и носилац листе је председник СНП-а Срђан Милић. Слоган СНП-а гласи И ријеч и дјело.

### Позитивна Црна Гора — Дарко Пајовић
Позитивна Црна Гора је 4. изборна листа. Ова странка је основана 2012. као суверенистичка алтернатива ДПС-СДП коалицији. Носилац листе ПЦГ је лидер ове партије Дарко Пајовић, а слоган гласи Нови људи, нове идеје, нова енергија.

### Српска слога
Српска слога је 2. изборна листа коју чине следеће српске и просрпске странке: Народна странка, Српска листа, Отаџбинска српска странка, Српска радикална странка и Демократски центар Боке. Носилац листе је Јован Маркуш. Слоган СС-а је Слобода!.

### Српски национални савез — др Ранко Кадић
Ово је 13. изборна листа коју чине Демократска српска странка, Странка српских радикала и група грађана Српско народно вијеће Црне Горе. Носилац листе је председник ДСС-а Ранко Кадић. Слоган ове коалиције гласи Срби за Србе.

### Заједно
Ово је 12. изборна листа и представља коалицију Странке пензионера, инвалида и социјалне правде и Југословенске комунистичке партије Црне Горе. Носилац листе је Милоје Шестовић.

### Коалиције и изборне листе мањина
Мањинске листе које су пријављене Државној изборној комисији су:
- Бошњачка странка — Рафет Хусовић, под редним бројем 10.
- Хрватска грађанска иницијатива — ХГИ — Одлучно под редним бројем 3.
- Демократска унија Албанаца, заједно са кандидатима Партије демократског просперитета под редним бројем 6.
- Албанска коалиција под редним бројем 7.
- ФОРЦА за јединство под редним бројем 9.
- Албанска омладинска алијанса под редним бројем 1.

## Истраживања јавног мњења
Истраживање црногорске НВО ЦЕДЕМ 2. октобар 2012.:
- Европска Црна Гора 47,2%
- Демократски фронт 18,5%
- Социјалистичка народна партија 14,9%
- Позитивна Црна Гора 10,2%
- Бошњачка странка 2,3%
- Заједно 2,2%
- Српска слога 1,9%
- ДУА 1,2%

Функционери Нове српске демократије Андрија Мандић и Јован Вучуровић су ово истраживање оцијенили као нереално и пристрасно. Сличну оцијену је дала и Позитивна Црна Гора.
Истраживање агенције Ипсос 2. октобар 2012.:
- Европска Црна Гора 47%
- Демократски фронт 24%
- Социјалистичка народна партија 11%
- Позитивна Црна Гора 8%
- Српска слога 2,5%
- ДУА 2,5%

## Резултати[13][14]
| Р. бр. | Изборна листа | Изборна листа | Гласови | %     | Мандати | +/-             |
| ------ | ------------- | --- | ------- | ----- | ------- | --------------- |
| 1.     | 11.           | Европска Црна Гора — Мило Ђукановић | 165.380 | 45,60 | 39      | -7              |
| 2.     | 8.            | Демократски фронт — Миодраг Лекић (Нова српска демократија, Покрет за промјене, Демократска странка јединства, Бошњачка демократска партија Црне Горе, Група бирача Милан Кнежевић) | 82.773  | 22,82 | 20      | +7              |
| 3.     | 5.            | СНП — Социјалистичка народна партија Црне Горе — и ријеч и дјело | 40.131  | 11,06 | 9       | -7              |
| 4.     | 4.            | Позитивна Црна Гора — Дарко Пајовић | 29.881  | 8,24  | 7       | нова партија +7 |
| 5.     | 10.           | Бошњачка странка — Рафет Хусовић | 15.124  | 4,17  | 3       | —               |
| 6.     | 2.            | Српска слога | 5.275   | 1,45  | 0       | —               |
| 7.     | 9.            | ФОРЦА за јединство FORCA PËR BASHKIM — Genci Nimanbegu — Vasel Sinishtaj — Zana Sarvan                                                                                              | 5.244   | 1,45  | 1       | —               |
| 8.     | 7.            | Албанска коалиција KOALICIONI SHQIPTAR:LIDHJA DEMOKRATIKE NË MAL TË ZI,PARTIA DEMOKRATIKE DHE ALTERNATIVA SHQIPTARE                                                                 | 3.824   | 1,05  | 1       | —               |
| 9.     | 13.           | Српски национални савез — др Ранко Кадић | 3.085   | 0,85  | 0       | —               |
| 10.    | 6.            | Демократска унија Албанаца UNIONI DEMOKRATIK I SHQIPTARËVE | 2.848   | 0,79  | 0       | -1              |
| 11.    | 3.            | Хрватска грађанска иницијатива — ХГИ — Одлучно | 1.470   | 0,40  | 1       | —               |
| 12.    | 12.           | Заједно | 1.384   | 0,38  | 0       | —               |
| 13.    | 1.            | Албанска омладинска алијанса ALEANCA RINORE E SHQIPTARËVE | 531     | 0,15  | 0       | —               |